# Björkhöjden
Björkhöjden är en by i Borgvattnets distrikt (Borgvattnets socken) i Ragunda kommun, Jämtlands län (Ångermanland). Byn ligger vid Länsväg Z 776 (Länsväg Y 969), cirka 16 kilometer österut från småorten Borgvattnet. Strax sydväst om byn ligger grannbyn Björkvattnet och norr om byn ligger en berg med samma namn som byn, Björkhöjden.